# 268. strelska divizija (ZSSR)
268. strelska divizija (izvirno rusko 268. стрелковая дивизия; kratica 268. SD) je bila strelska divizija Rdeče armade v času druge svetovne vojne.

## Zgodovina
Divizija je bila ustanovljena julija 1941.